# Op Hodenpijl
Op Hodenpijl (voorheen: Jacobus de Meerderekerk) is een cultuurkerk in Hodenpijl, vlak bij Schipluiden. Op Hodenpijl is een biologisch restaurant, cultuurkerk, trouw- en rouwlocatie, centrum voor gezondheid en welzijn, vergaderplek en buitenplaats met eigen moestuin. De kerk was voorheen een rooms-katholiek kerkgebouw. Het gebouw betreft een zogenoemde waterstaatskerk en staat aan de dijk van het kanaal de Gaag. Het gebouw fungeerde tot 1963 als kerk en tot 2004 als pakhuis en groothandel. Na een intensieve verbouwing en restauratie opende het centrum Op Hodenpijl haar deuren in 2007.

## Geschiedenis
Op Hodenpijl was een parochiekerk, gebouwd in 1840 en gewijd aan Jakobus de Meerdere. De kerk werd gebouwd naar een neoclassicistisch ontwerp van de Haagse architect Arend Roodenburg. De bijbehorende pastorie de Herdershof werd in 1872 gebouwd, maar de bijbehorende huiskapel is ouder. Deze werd in 1720 gebouwd ter vervanging van een kerkje dat aan de andere kant van de vaart stond.
In 1963 werd in het kerkgebouw na 120 jaar de laatste Heilige Mis opgedragen. Daarna werd de kerk door het bisdom aan de eredienst onttrokken. De parochie had zich inmiddels gevestigd in de nieuwe Jacobus de Meerderekerk in de dorpskern van Schipluiden. Daarna waren in het voormalige kerkgebouw en de pastorie enkele decennia een uitgeverij en pakhuis gevestigd. De rooms-katholieke begraafplaats achter het complex bleef echter in gebruik.
In 2004 werd het kerkgebouw verkocht en verbouwd, waarna de vernielde glas-in-loodramen werden gerestaureerd. Ook werd in 2006 een vernieuwde torenkoepel herplaatst. Een kunstenaar bracht nieuwe muurschilderingen aan. Het gebouw werd vervolgens geëxploiteerd als restaurant en kunstcentrum onder de naam Op Hodenpijl, een al generaties lang voor deze plek gebruikte aanduiding.

## Huidig gebruik
In de voormalige kerk is thans een multifunctioneel centrum gevestigd. Ook worden er regelmatig lezingen gegeven, onder meer door Karen Hamaker, Maarten Oversier, Roy Martina, Pim van Lommel, Willem Glaudemans en Juno Burger. Ook hebben muzikanten als Loïs Lane, Huub van der Lubbe en Stef Bos er opgetreden. In het voormalige pastoriegebouw werken therapeuten en trainers in de alternatieve gezondheidssfeer. Ook kunnen er vergaderingen en bijeenkomsten worden gehouden.
In het restaurant worden seizoens- en streekgebonden producten geserveerd. Deze zijn voornamelijk afkomstig uit De Levende Buitenplaats bij het gebouw, waar stallen, tuinen en de kas te vinden zijn.

## Zie ook

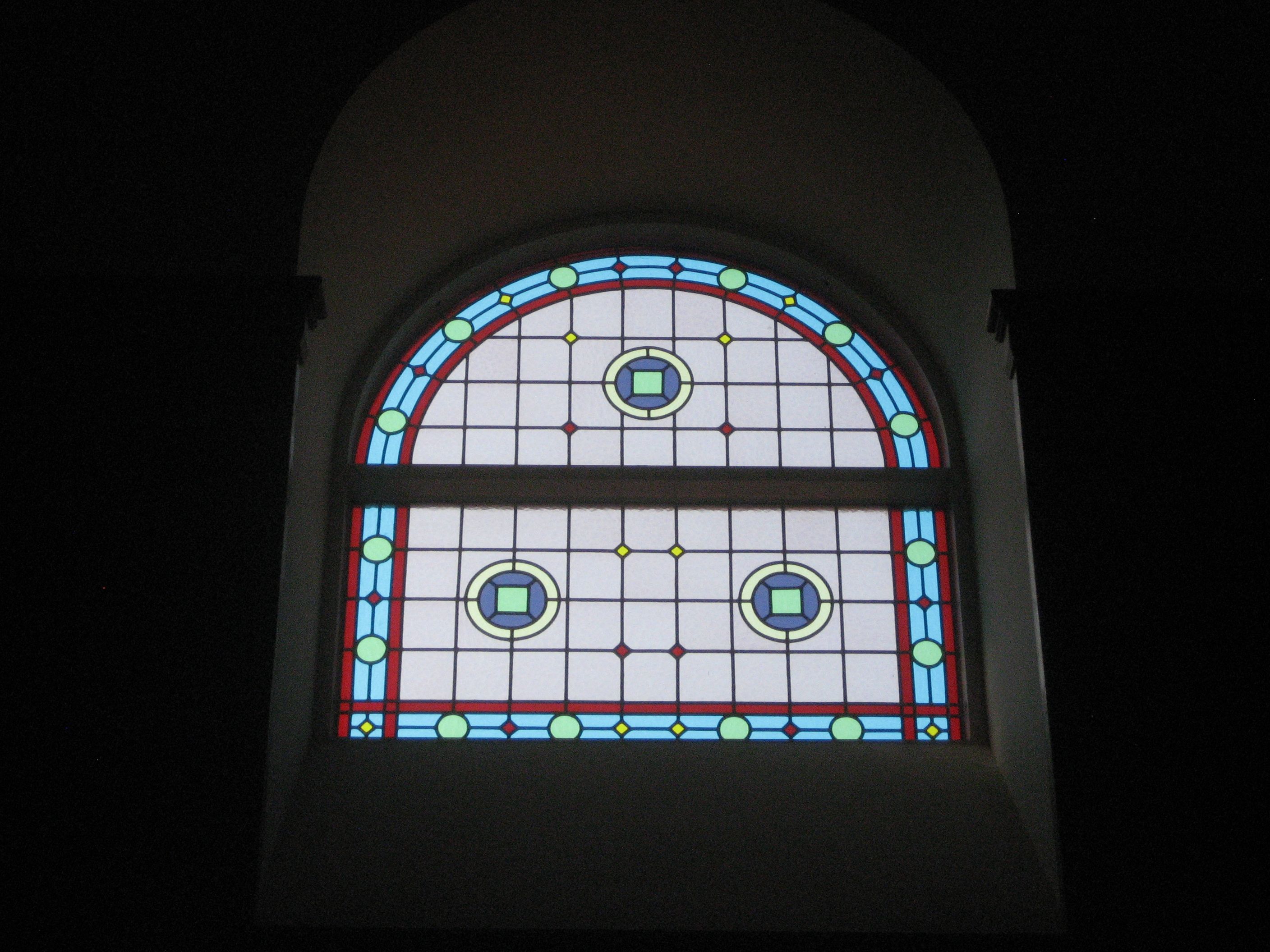
Glas-in-loodraam
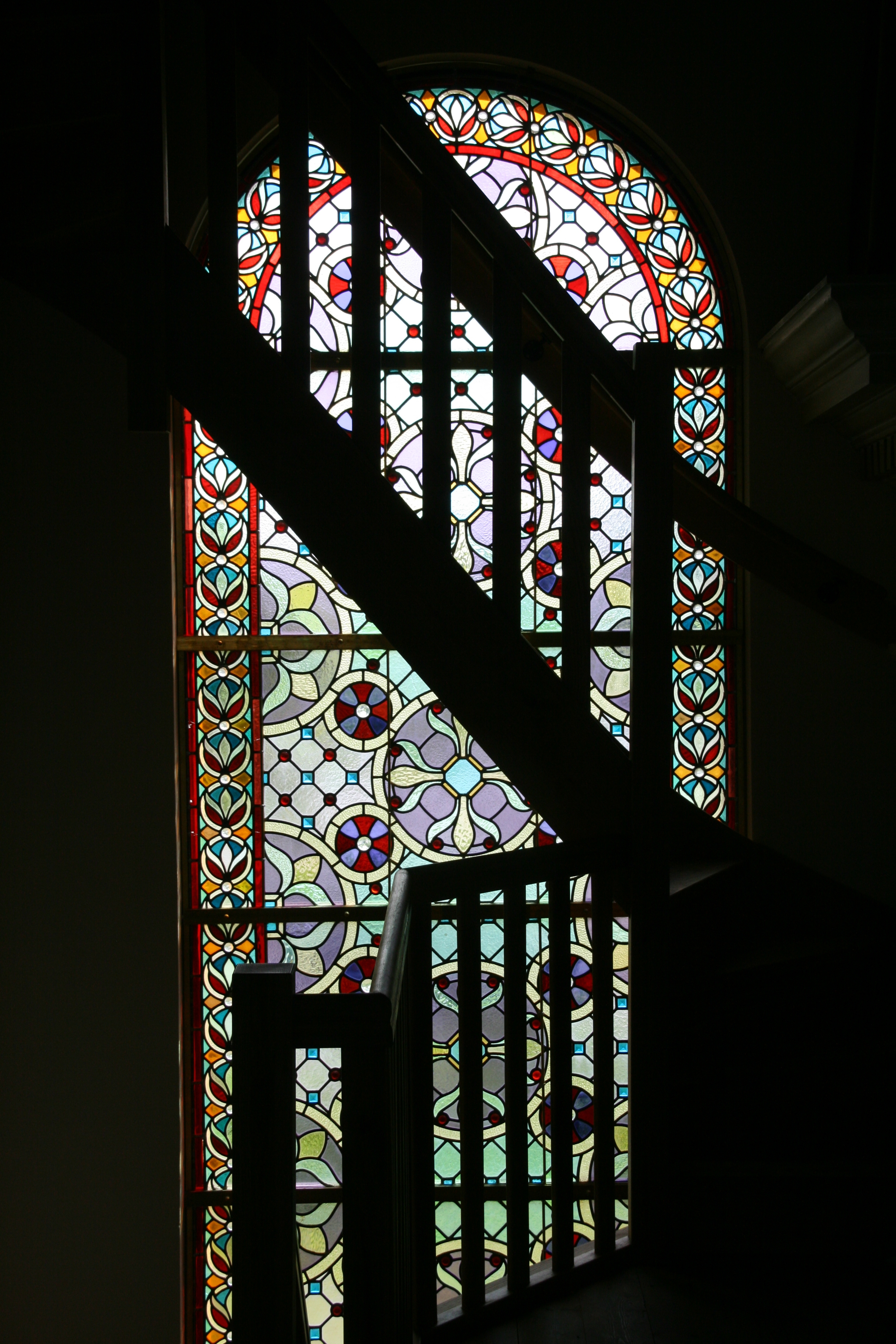
Glas-in-loodraam uit de voormalige kerk
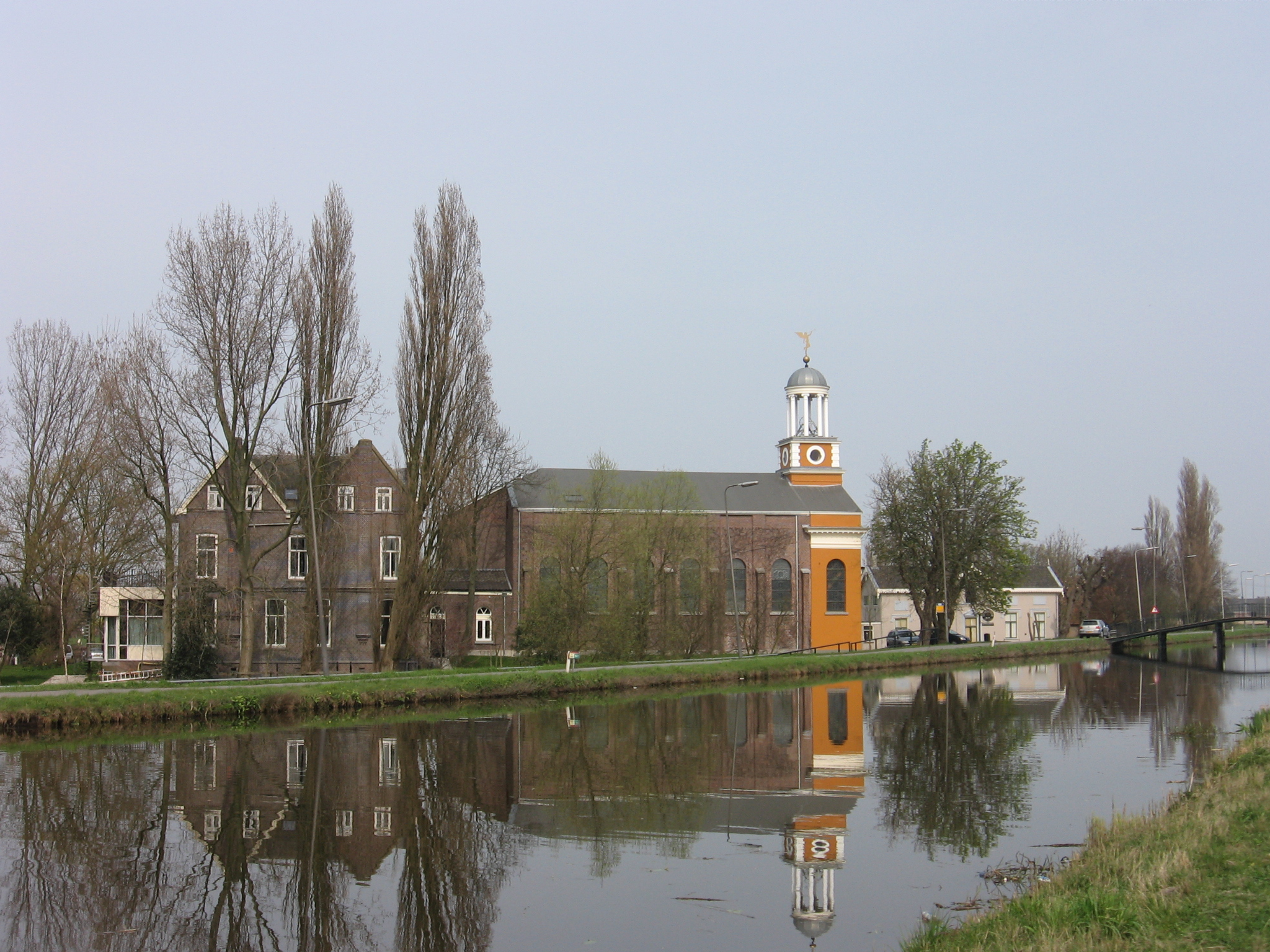
Op Hodenpijl gezien vanaf de Gaag
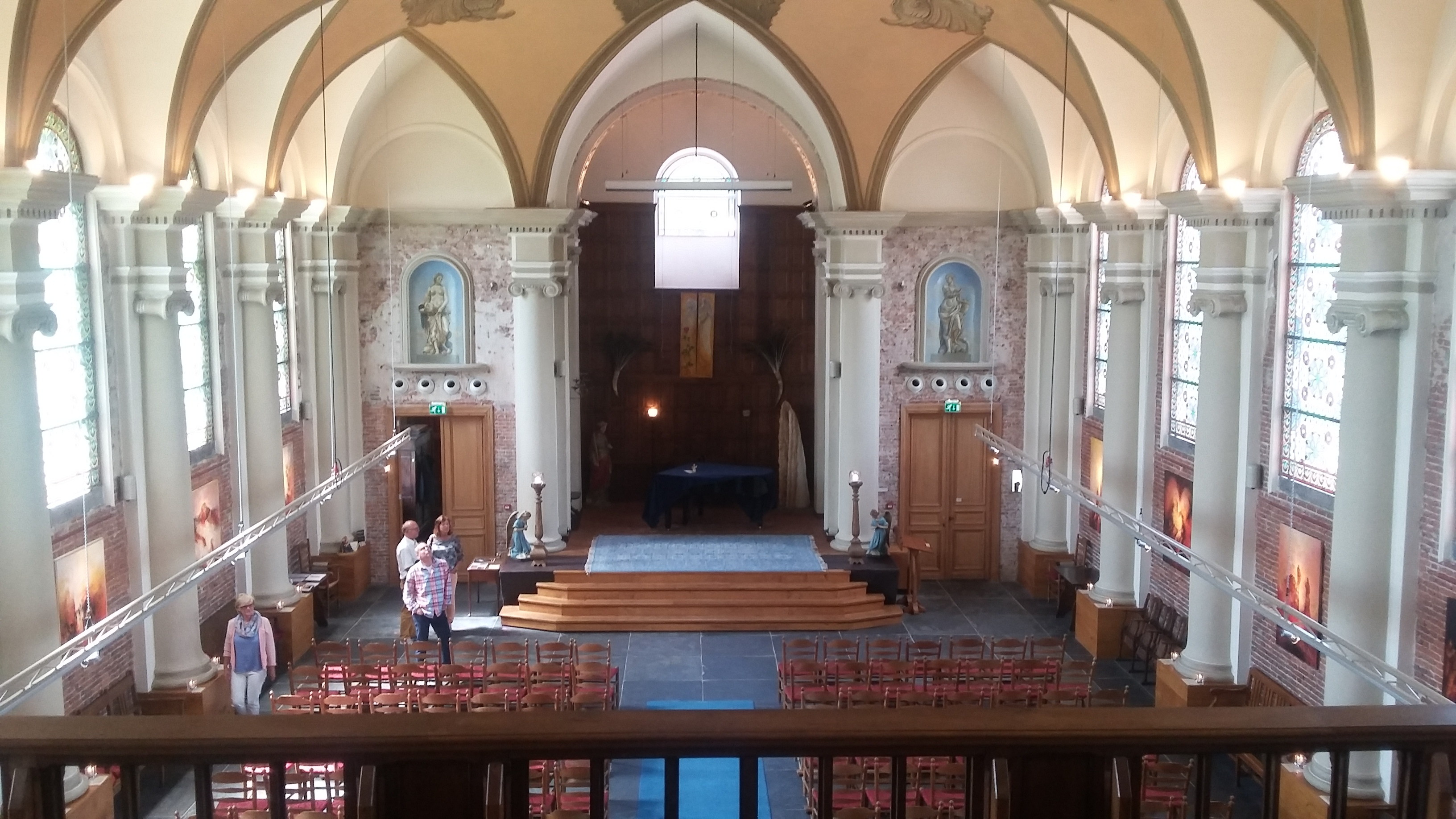
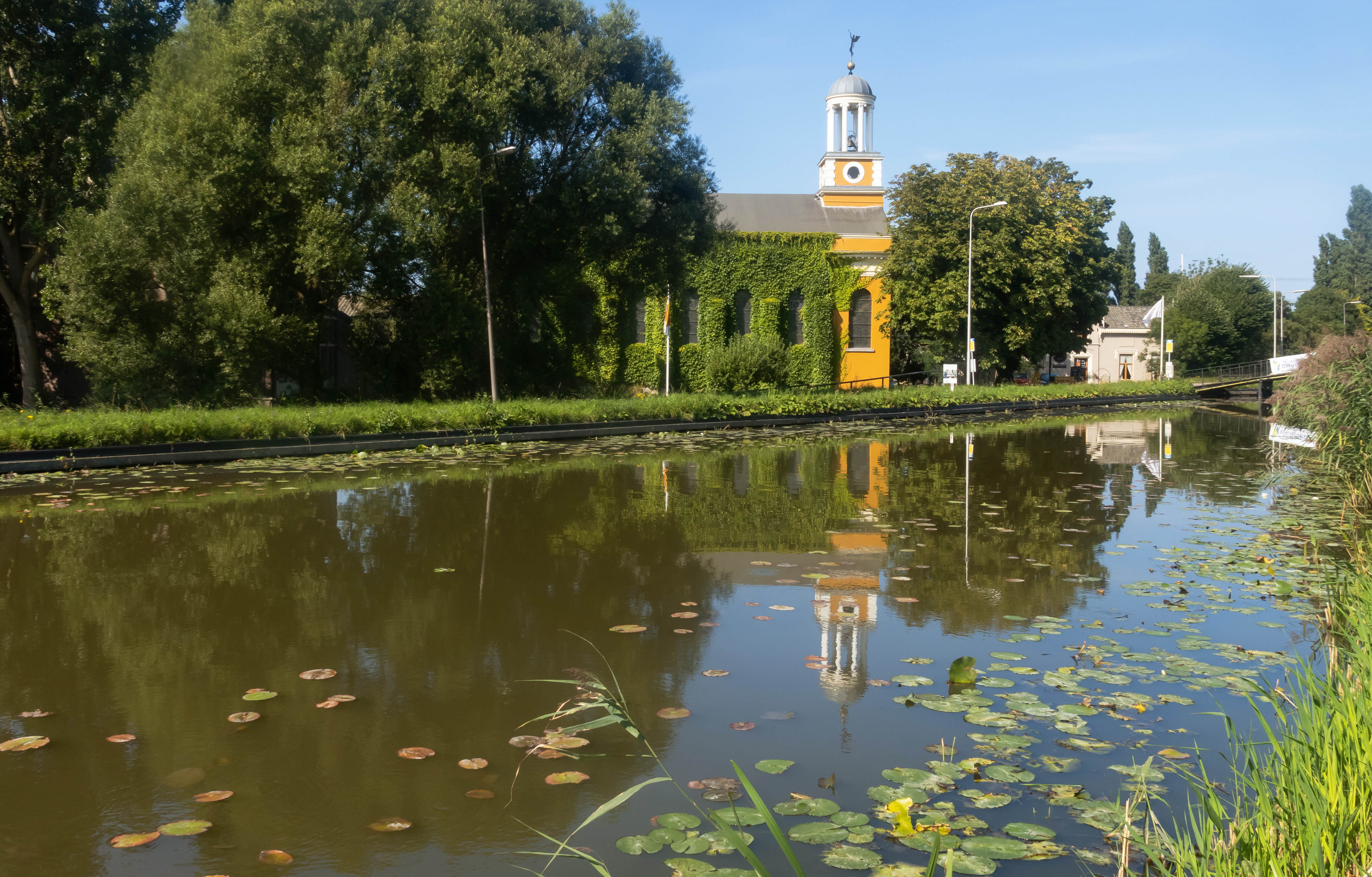
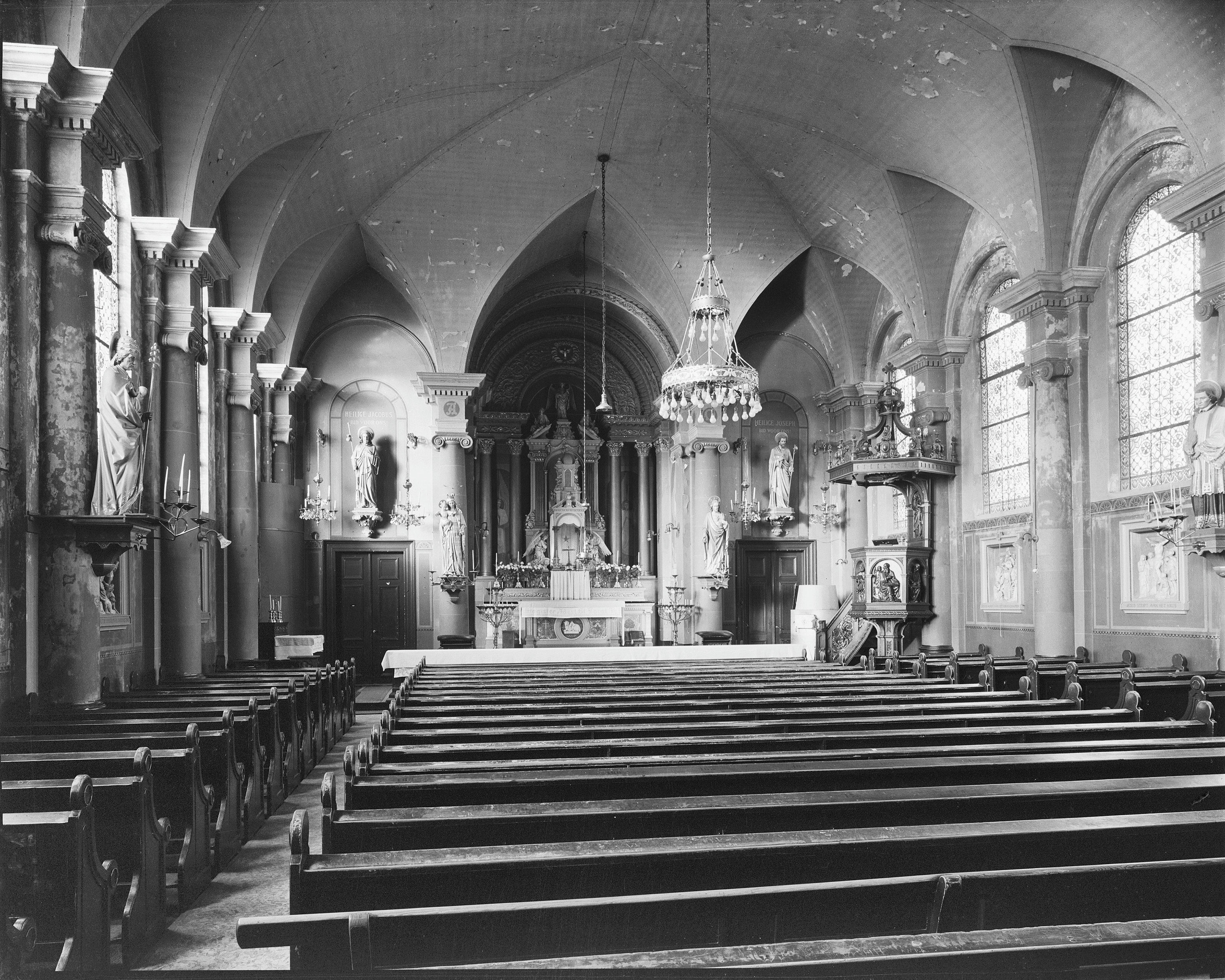